# Ricardo Montero (ciclista)
Ricardo Montero Hernández nascido a 9 de julho de 1902 em Gemuño (província de Ávila, Espanha) e falecido em 1974, foi um ciclista profissional entre os anos 1924 e 1940, durante os quais conseguiu mais de 100 vitórias, sendo as vitórias conseguidas no País Basco francês inumeráveis.
Nascido na província de Ávila, no entanto criou-se na localidade basca de Ordizia (Guipúscoa). O seu irmão Luciano Montero Hernández, e seu filho Luciano Montero Rechou, também foram ciclistas.

## Palmarés
| 1925 - Campeonato da Espanha em Estrada - Volta à Andaluzia, mais 1 etapa 1926 - 3º no Campeonato da Espanha em Estrada - Volta às Astúrias, mais 3 etapas - GP Vizcaya 1927 - 3 etapas da Volta às Astúrias - Recorde da Espanha 100 km - 2 h 53 min 49 s - GP Vizcaya | 1928 - 1 etapa da Volta ao País Basco - Volta a Astúrias, mais 2 etapas - Grande Prova Eibarresa 1929 - Prova de Legazpi 1930 - 1 etapa da Volta à Catalunha - 1 etapa da Volta ao País Basco - Prova de Legazpi 1931 - Subida a Urkiola - Grande Prova Eibarresa - GP Vizcaya - I Escalada a El Escudo (Cantábria) 1932 - Volta a los Puertos - Grande Prova Eibarresa - Volta a Levante, mais 2 etapas - Prova de Legazpi 1933 - GP Republica |

## Resultados em Grandes Voltas e Campeonato do Mundo
Durante a sua corrida desportiva tem conseguido os seguintes postos nas Grandes Voltas e nos Campeonatos do Mundo em estrada:
| corrida            | 1924 | 1925 | 1926 | 1927 | 1928 | 1929 | 1930 | 1931 | 1932 | 1933 | 1934 | 1935 | 1936 | 1937 | 1938 | 1939 | 1940 |
| ------------------ | ---- | ---- | ---- | ---- | ---- | ---- | ---- | ---- | ---- | ---- | ---- | ---- | ---- | ---- | ---- | ---- | ---- |
| Giro d'Italia      | -    | -    | -    | -    | -    | -    | -    | Ab.  | -    | -    | -    | -    | -    | -    | -    | -    | -    |
| Tour de France     | -    | -    | -    | -    | -    | -    | -    | -    | -    | -    | -    | -    | -    | -    | -    | -    | X    |
| Volta a Espanha    | X    | X    | X    | X    | X    | X    | X    | X    | X    | X    | X    | Ab.  | -    | X    | X    | X    | X    |
| Mundial em Estrada | X    | X    | X    | -    | -    | -    | 6º   | -    | 4º   | -    | -    | -    | -    | -    | -    | X    | X    |

-: não participa

Ab.: abandono

X: edições não celebradas

## Equipas
- Real União de Irún (1924-1935)
- Independente (1935-1940)